# Okaukuejo

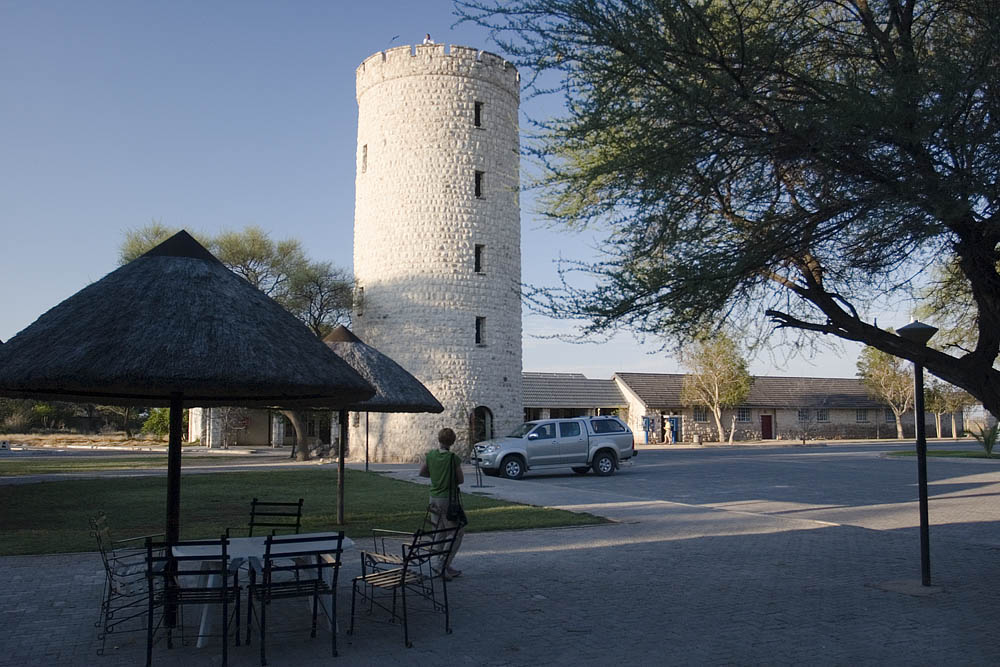
Torre de Okaukuejo

Okaukuejo es el centro administrativo del Parque nacional Etosha en Namibia. Está aproximadamente a 650 km de la capital Windhoek. El lugar normalmente recibe una precipitación media anual de alrededor de 350 milímetros (14 in), aunque en la temporada de lluvias de 2010/2011 se midieron 676 milímetros (26,6 in).
Originalmente el extremo occidental de la  Línea Roja, una demarcación de control veterinario establecida en 1896, y el emplazamiento de un fuerte alemán construido en 1901, Okaukuejo alberga ahora el Instituto Ecológico Etosha, fundado en 1974; la torre de vigilancia redonda es un remanente del fuerte. Un gran atractivo para los turistas es el pozo de agua permanente, iluminado por la noche, que atrae a todo tipo de  fauna, incluidos  elefantes,  leones y  rinocerontes negros, en particular durante la prolongada estación seca.
El Servicio de Parques Nacionales de Namibia también mantiene un campamento para turistas. Hay una gran variedad de instalaciones turísticas, desde campamentos hasta cabañas para el servicio doméstico con instalaciones de braai, en afrikáans la barbacoa o parrilla para carne asada, y es una costumbre social en Sudáfrica, Botsuana, Namibia, Lesoto, Suazilandia, Zimbabue, Zambia y Malawi. El término se originó en la población de habla afrikáans. También hay una gran piscina, un gran restaurante y un bar. Hay dos pequeñas tiendas. Una tienda vende alimentos básicos y leña para los braais.

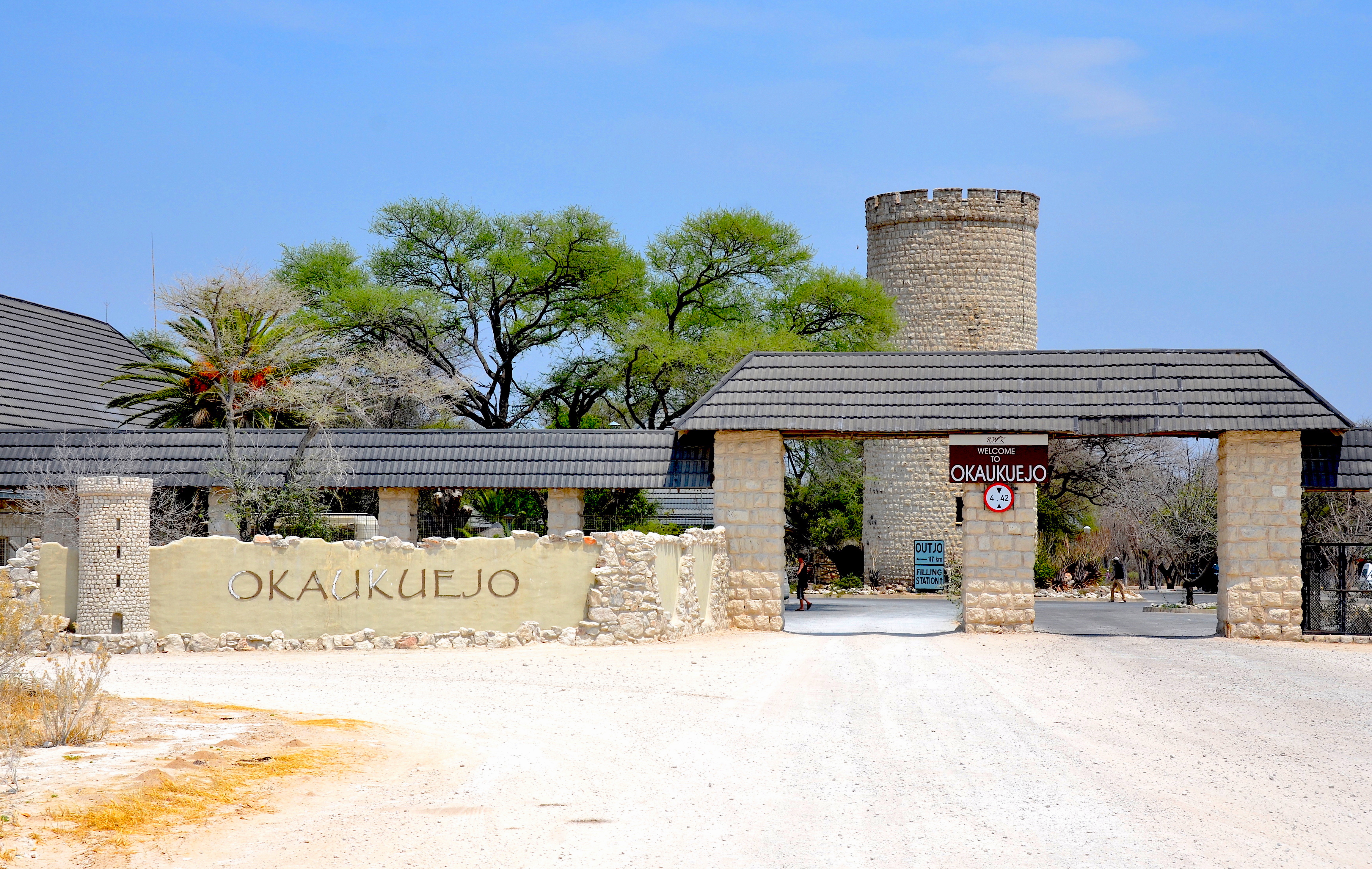
Entrada a Okaukuejo (2014)